# Nordmakedoniens fodboldlandshold
Makedoniens fodboldlandshold er det nationale fodboldhold i Makedonien, og landsholdet bliver administreret af Nordmakedoniens fodboldforbund. Holdet deltog i EM-slutrunden i 2021.
| Fodbold | Spire Denne artikel om et fodboldlandshold er en spire som bør udbygges. Du er velkommen til at hjælpe Wikipedia ved at udvide den. |